# Baloch Football Club Nushki
O Baloch Football Club Nushki é um clube de futebol com sede em Nushki, Paquistão. 

## História
A equipe compete no Campeonato Paquistanês de Futebol.